# Jakubowice (Kudowa-Zdrój)
Jakubowice (deutsch: Jakobowitz, 1937–1945 Wachtgrund; tschechisch Jakubovice) ist ein Ortsteil der Stadtgemeinde Kudowa-Zdrój (Bad Kudowa) im Powiat Kłodzki in der Woiwodschaft Niederschlesien in Polen.

## Geographie
Jakubowice, das bis 1945 zum sogenannten Böhmischen Winkel gehörte, liegt nordöstlich von Kudowa-Zdrój. Von dort wird es über eine Straße erreicht, die in Jakubowice endet. Es liegt am Fuße des 915 m hohen Skalniak (Spiegelberg) und gehört landschaftlich zum Nationalpark Heuscheuergebirge. Nachbarorte sind Bukowina Kłodzka (Bukowine/Tannhübel) mit den Wilden Löchern (polnisch Błędne Skały) im Norden, Jerzykowice Wielkie (Großgeorgsdorf) im Süden sowie die an Tschechien grenzenden Dörfer Czermna (Tscherbeney/Grenzeck) im Westen und Pstrążna (Straußeney) im Nordwesten.

## Geschichte
„Yakubowicz“ wurde erstmals 1477 erwähnt. Es gehörte zur Herrschaft Nachod im altböhmischen Königgrätzer Kreis und wurde in diesem Jahr durch Herzog Heinrich d. Ä., dem seit 1472 die Herrschaften Nachod und Hummel sowie die Grafschaft Glatz gehörten, in die Herrschaft Hummel eingegliedert. Diese wurde anschließend von Herzog Heinrich d. Ä. in seine Grafschaft Glatz inkorporiert. Zugleich übertrug er die Herrschaft Hummel 1477 seinem Anhänger, dem sächsischen Adeligen Hildebrand von Kauffung als ein erbliches Lehen. Dieser besiedelte die durch die Hussitenkriege teilweise entvölkerten Dörfer seiner Herrschaft vermehrt mit Deutschen. Um die Mitte des 16. Jahrhunderts gelangte Jakobowitz zusammen mit den Dörfern Deutsch-Tscherbeney, Straußeney und dem späteren Bad Kudowa an die Herrschaft Tscherbeney, die von der Herrschaft Hummel gelöst worden war. Seine weitere Geschichte teilte Jakobowitz bis 1785 mit der Herrschaft Tscherbeney, die bis dahin zur böhmischen Herrschaft Neustadt an der Mettau gehört hatte. 
Nach dem Ersten Schlesischen Krieg 1742 und endgültig nach dem Hubertusburger Frieden 1763 fiel Jakobowitz zusammen mit der Grafschaft Glatz an Preußen. Ab 1785 war die Herrschaft Tscherbeney im Besitz der Stillfried, denen 1819 die Brüder Adolf Sigismund († 1847) und Friedrich Wilhelm von Götzen d. J folgten. Nach der Neugliederung Preußens gehörte Jakobowitz ab 1815 zur Provinz Schlesien und war ab 1816 als Kolonie von Tscherbeney dem Landkreis Glatz eingegliedert, mit dem es bis 1945 verbunden blieb. Ab 1874 gehörte Jakobowitz mit den Landgemeinden Straußeney und Tscherbeney sowie dem Gutsbezirk Tscherbeney zum Amtsbezirk Tscherbeney, der 1937 in Grenzeck umbenannt wurde. Von wirtschaftlicher Bedeutung war im 18. und 19. Jahrhundert die Hausweberei. Wegen der Nähe zu Bad Kudowa erlangte es ab Ende des 19. Jahrhunderts eine Bedeutung als Erholungs- und Sommerfrische- sowie Wintersportort. 1937 wurde Jakobowitz in Wachtgrund umbenannt.
Als Folge des Zweiten Weltkriegs fiel Jakobowitz 1945 wie fast ganz Schlesien an Polen und wurde in Jakubowice umbenannt. Die deutsche Bevölkerung wurde, soweit sie nicht vorher in die nahe Tschechoslowakei geflohen war, zum größten Teil vertrieben. Die neu angesiedelten Polen waren teilweise Heimatvertriebene aus Ostpolen, das an die Sowjetunion gefallen war. Wegen der abgelegenen Lage verließen die meisten von ihnen den Ort bald wieder. Dadurch blieben viele Häuser unbewohnt und wurden dem Verfall preisgegeben. 1975 wurde Jakobowice nach Kudowa-Zdrój eingemeindet. 1975–1998 gehörte es zur Woiwodschaft Wałbrzych (Waldenburg). Die heute noch bewohnten Häuser werden überwiegend als Wochenend- und Ferienunterkünfte genutzt.

## Sehenswürdigkeiten
- Kapelle
- Wegkapellen und andere Bildstöcke